# Physica
Die Physica (auch Liber simplicis medicinae) ist ein naturkundliches Werk der Äbtissin Hildegard von Bingen (1098–1179). Es entstand zwischen 1150 und 1160. Ursprünglich bildete die Naturkunde zusammen mit der Heilkunde Hildegards, den Causae et curae, die Schrift Liber subtilitatum diversarum naturarum creaturarum („Das Buch von den Geheimnissen der verschiedenen Naturen der Geschöpfe“). Eine Auftrennung fand bereits im frühen 13. Jahrhundert statt. Aus dieser Zeit stammen auch die ältesten überlieferten Handschriften.

## Aufbau
Das Werk besteht aus neun Büchern, die nach dem Vorbild anderer Naturenzyklopädien der Zeit strukturiert sind und in der Natur anzutreffende belebte und unbelebte „Geschöpfe“ beschreiben. So enthält die Physica auch zahlreiche Lemmata zu Pflanzen, Tieren oder Mineralien, denen Hildegard keinerlei medizinischen Nutzen zuschreibt und zum Teil sogar von deren Anwendung bei Mensch und Tier abrät. Ein Nachweis der von Hildegard verwendeten Quellen gestaltet sich schwierig, auch wenn seit dem 19. Jahrhundert antike Autoritäten wie Plinius der Ältere und Dioskurides postuliert werden. Zahlreiche Anwendungen könnten der Volksmedizin entstammen. Reiner Hildebrandt konnte nachweisen, dass Hildegard sich hinsichtlich der Stichwörter ihrer Naturkunde am Summarium Heinrici in beiden Fassungen orientierte.
1. De Plantis („Über die Pflanzen“), beschreibt in 217 Kapiteln Kräuter und Grundnahrungsmittel.
2. De Elementis („Über die Elemente“), enthält 14 Kapitel und als einziges Buch keine Vorrede.
3. De Arboribus („Über die Bäume“), beschreibt in 58 Kapiteln und 6 vorangestellten Zusätzen Bäume und Sträucher.
4. De Lapidibus („Über die Steine“), enthält 27 Kapitel.
5. De Piscibus („Über die Fische“), enthält 36 Kapitel.
6. De Avibus („Über die Vögel“), enthält 75 Kapitel.
7. De Animalibus („Über die Tiere“), enthält 43 Kapitel zu Landtieren.
8. De Reptilibus („Über die Reptilien“), enthält 18 Kapitel zu Kriechtieren.
9. De Metallis („Über die Metalle“), enthält 9 Kapitel.

## Die Pflanzen
Hildegard beschreibt im ersten Buch erstmals die medizinische Verwendung unter anderem von Ringelblume, Mariendistel und Arnika.
Sie nennt jedoch fast ausschließlich volkstümliche deutsche Bezeichnungen für die Pflanzen, was die eindeutige Identifizierung selbst heute noch teils sehr schwierig gestaltet und auch zu Verwechslungen geführt hat.
So wurde im Mittelalter mit Solidago nicht die Goldrute, sondern der Beinwell bezeichnet. Dennoch sind heute im Handel zahlreiche Goldrutentees „nach Hildegard“ erhältlich. Teerezepte sind für Hildegard und andere Autoren der Zeit jedoch sehr untypisch. Solche Produkte müssen als Erfindungen der umstrittenen „Hildegard-Medizin“ betrachtet werden.
Auch die Hildegard teils zugesprochene Beschreibung der Melisse in Kapitel 59 des 1. Buches beruht auf einem Irrtum: Die bei ihr Binsuga (von Biene und Saugen) genannte Pflanze wurde bereits Mitte des 19. Jahrhunderts als Weiße Taubnessel identifiziert. Hintergrund ist wahrscheinlich die ähnliche Bedeutung der Namen Binsuga und des Immenblatts (Imme = Biene), dessen lateinische Bezeichnung Melittis melissophyllum der Melisse (Melissa officinalis) ähnelt. Nachweisbar ist die Melisse in Europa erstmals im Circa instans, das fast zeitgleich mit Hildegards Physica in der Schule von Salerno entstand. Auch im Kanon der Medizin (um 1170 ins Lateinische übersetzt) kommt sie vor. Als Urheber dieser Verwechslung bzw. Vermischung gilt Vinzenz von Beauvais, der Mitte des 13. Jahrhunderts in Speculum naturale ein Kapitel mit De Melissa et Melissophillo überschrieb.
Selbst der stark mit Hildegard verknüpfte Dinkel spielt in der Physica eine weit weniger wichtige Rolle als der Weizen. Hildegard nennt lediglich ein einziges Rezept mit Dinkel (eine einfache Suppe). Der Umfang des Weizenkapitels ist im Vergleich zum Dinkelkapitel etwa drei- bis viermal so groß. Wenn sie ein Mehl näher bestimmt, dann immer den Weizen.

## Nachwirkung
Physica und Causae et curae sind nicht in der Gesamtausgabe der Werke Hildegards enthalten, die noch zu ihren Lebzeiten bzw. kurz nach ihrem Tod erarbeitet wurde („Rupertsberger Riesenkodex“). Die Schriften werden jedoch in ihrer Vita erwähnt. Mehrere Abschriften sind überliefert, wobei die erste aus dem 13. Jahrhundert, die letzte aus dem 15. Jahrhundert stammt. Der älteste bekannte Textzeuge ist ein 2014 entdecktes Fragment mit zwei Sequenzen (Kapitel 82 bis 84 sowie 86 bis 96) aus dem ersten Buch über die Pflanzen (Signatur: Fragment aus E II 55 8°, Trier). Michael Embach datierte es 2016 „in der ersten Hälfte oder im ersten Viertel des 13. Jahrhunderts“.
Das Buch zu den Pflanzen wurde noch im Mittelalter ins Mittelhochdeutsche übersetzt und floss so in eine Kräuterbuch-Kompilation ein, die heute als Speyrer Kräuterbuch bekannt und in drei Handschriften aus der Mitte des 15. Jahrhunderts erhalten ist. Eine solche Handschrift verwendete Johann Wonnecke von Kaub für seinen 1485 in Mainz gedruckten Gart der Gesundheit. Kleinere deutschsprachige Exzerpte finden sich in weiteren Manuskripten, im Falle der Handschrift Paris sogar direkt nach der lateinischen Originalfassung. Im Kochbuch des Meisters Eberhard aus dem frühen 15. Jahrhundert wurden lateinische Exzerpte aus den Büchern zu den Pflanzen, Fischen und Vögeln eingearbeitet, lediglich das Kapitel zur Gans wurde ins Deutsche übersetzt.
Den Titel Physica erhielt die Naturkunde erst mit den Drucken des 16. Jahrhunderts: 1533 von Johannes Schott sowie 1544 von Krautius.
Im späten 19. und frühen 20. Jahrhundert gab es immer wieder Zweifel an der Echtheit der naturkundlichen-medizinischen Werke Hildegards, wie bei praktisch allen anderen Werken von Frauen aus dem Mittelalter (vgl. etwa Hrotsvit, Ava und nicht zuletzt Trota von Salerno). Der Medizinhistoriker Klaus-Dietrich Fischer ist der Auffassung, dass „man die Authentizität der Hildegard zugeschriebenen naturkundlich-medizinischen Werke nicht in Abrede stellen [sollte], denn Hildegards Denkweise und ihr Sprachstil sind so eigentümlich, daß an der Verknüpfung mit den visionären Werken und den dort überlieferten Aussagen zu Anthropologie, Natur und Kosmos kein vernünftiger Zweifel bestehen kann.“ Eine ähnliche Ansicht vertritt die französische Medizinhistorikerin Laurence Moulinier in der Edition der Causae et curae: „[…] la manière et la matière du traité sont hildegardiennes dans leur grande majorité“. (Deutsch: „[…] die Art und der Stoff des Werkes sind weit überwiegend hildegardisch.“)
Medizinhistoriker rechnen beide Schriften nicht den so genannten Visionsschriften zu, die göttlich inspiriert sein sollen, sondern bezeichnen sie als natur- und heilkundliches Alltags- und Erfahrungswissen des Mittelalters. In Abgrenzung zur so genannten „Hildegard-Medizin“ urteilte die Pharmaziehistoriker Wolf-Dieter Müller-Jahncke:

„Die Komplexizität der Textgeschichte dieser beiden Werke, auf die sowohl H. Schipperges als auch I[rmgard] Müller immer wieder aufmerksam machten, fand in den Werken zur "Hildegard-Medizin" keine Rezeption, sondern zeigt vielmehr, "... wie fragwürdig die bisher unter Hildegards Namen tradierte Textgrundlage des medizinisch-naturkundlichen Werkes ist" (I. Müller, 1998). Als Forschungsstand kann festgehalten werden, daß die Texte "Physica" und "Causae et curae" zu den nicht visionären Schriften zählen, die in ihrer Textrezeption mannigfachen Veränderungen unterworfen waren.“